# Cow Town
Cow Town è un film del 1950 diretto da John English.
È un western statunitense a sfondo musicale con Gene Autry, Gail Davis e Harry Shannon.

## Produzione
Il film, diretto da John English su una sceneggiatura di Gerald Geraghty, fu prodotto da Armand Schaefer tramite la Gene Autry Productions e girato nelle Alabama Hills a Lone Pine, nel Columbia/Warner Bros. Ranch a Burbank e nell'Iverson Ranch a Chatsworth, in California, dal 2 al 16 maggio 1949.

## Distribuzione
Il film fu distribuito negli Stati Uniti dal 19 maggio 1950 al cinema dalla Columbia Pictures. È stato distribuito anche nel Regno Unito con il titolo Barbed Wire.

## Promozione
Le tagline sono:
- GENE AND CHAMPION HELP RING THE EARLY WEST WITH THE RUSTLER'S DEADLIEST FOE -BARBED WIRE
- BRISTLING WITH AUTRY ACTION AND ADVENTURE!